# Ishikawa Ryuji
Ryuji Ishikawa (sinh ngày 11 tháng 11 năm 1978) là một cầu thủ bóng đá người Nhật Bản.

## Sự nghiệp câu lạc bộ
Ryuji Ishikawa đã từng chơi cho Vissel Kobe.